# David M. Evans
Pour les articles homonymes, voir Evans.
David Mickey Evans est un réalisateur, scénariste, acteur et producteur de cinéma américain né le 20 octobre 1962 à Wilkes-Barre, Pennsylvanie (États-Unis).

## Filmographie

### Comme réalisateur

#### Cinéma
- 1993 : Le Gang des champions (The Sandlot)
- 1996 : Président junior (First Kid)
- 2000 : Beethoven 3 (Beethoven's 3rd) (vidéo)
- 2001 : Beethoven 4 (Beethoven's 4th) (vidéo)
- 2003 : Sexe, Lycée et Vidéo (After School Special)
- 2005 : Le Retour du gang des champions (The Sandlot 2) (vidéo)
- 2007 : The Final Season

#### Télévision
- 2003 : Un bateau de rêve (Wilder Days) (TV)
- 2009 : Ace Ventura: Pet Detective Jr. (TV)

### Comme scénariste

#### Cinéma
- 1986 : Terminal entry
- 1987 : Open House
- 1992 : Le Rêve de Bobby (Radio Flyer)
- 1993 : Le Gang des champions (The Sandlot)
- 1995 : Loin de la maison (Far from Home: The Adventures of Yellow Dog)
- 1996 : Ed
- 2004 : Mickey, Donald, Dingo : Les Trois Mousquetaires (vidéo)

#### Télévision
- 1993 : Journey to the Center of the Earth (TV)

### Comme acteur
- 1993 : Le Gang des champions (The Sandlot) : Narrateur
- 2001 : Beethoven 4 (Beethoven's 4th) (vidéo) : Hammett
- 2003 : Sexe, Lycée et Vidéo (After School Special) : Dave
- 2005 : Le Retour du gang des champions (The Sandlot 2) (vidéo) : Narrateur

### Comme producteur
- 1992 : Le Rêve de Bobby (Radio Flyer)